# Pierre Grégoire

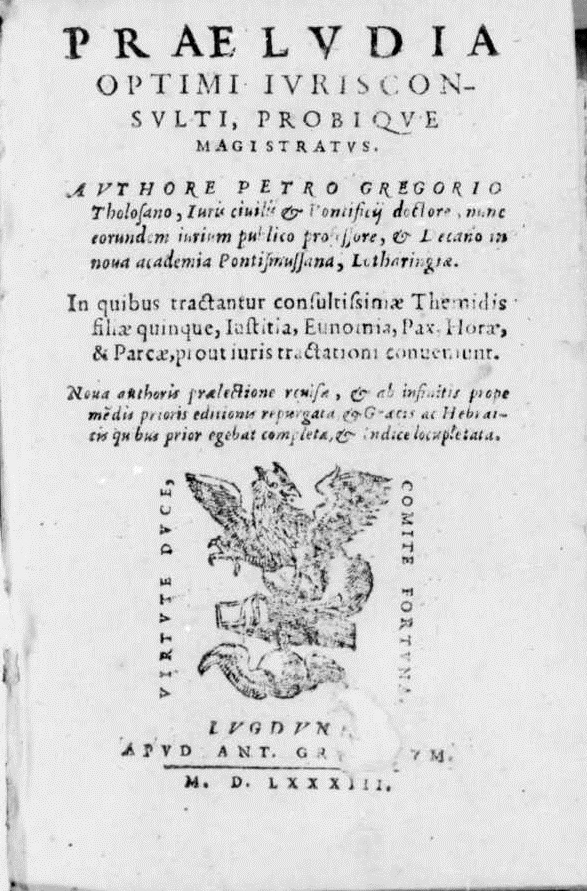
Praeludia, 1583

Pierre Grégoire, in latino Petrus Gregorius Tholosanus, italianizzato come Pietro Gregorio tolosano (Tolosa, 1540 – Pont-à-Mousson, 1597), è stato un giurista, filosofo ed enciclopedista francese.

## Biografia
Nacque a Tolosa intorno al 1540, dove studiò divenendo un avvocato. Dal 1570 fu professore di diritto a Cahors; nel 1580 fece ritorno a Tolosa con un incarico analogo.
Nel 1582, chiamato dal duca di Lorena Carlo III, fondò una facoltà di giurisprudenza a Pont-à-Mousson, l'"École doctrinale de droit public de Pont-à-Mousson" ("scuola dottrinale di diritto pubblico di Pont-à-Mousson"). Morì in quella città nel 1597.

## Pensiero
La sua Syntaxes artis mirabilis (1578) è un'enciclopedia della scienza in cui la magia e la demonologia hanno un loro posto accanto all'astrologia e alla matematica. Gregoire è stato visto come un continuatore di Raimondo Lullo. Sviluppa una vera enciclopedia delle scienze. Presenta un'arte speculare su cui "i mezzi per cercare, esaminare, contestare e rispondere" da un lato, e dall'altro le classi alle quali dobbiamo riportare tutte le conoscenze. Il libro venne messo all'indice.

## Opere
- Syntagma juris universi, atque legum pene omnium gentium, et rerum publicarum praecipuarum, in tres partes digestum. In quo divini, & humani juris totius, naturali, ac nova methodo per gradus, ordinéque, materia universalium & singularium rerum, simúlque judicia explicantur. Authore Petro Gregorio Tholosano J.U. doctore, & professore publico in Academia Tholosana. Cum indice rerum & verborum copiosissimo, Ed. 1582[2]
  - (LA) Syntagma iuris uniuersi atque legum pene omnium gentium et rerum publicarum praecipuarum, vol. 2, Lyon, Antoine  Gryphius, 1582.
  - (LA) Syntagma iuris universi atque legum pene omnium gentium et rerum publicarum praecipuarum, vol. 3, Lyon, Antoine Gryphius, 1582.
  - (LA) Syntagma iuris uniuersi atque legum pene omnium gentium et rerum publicarum praecipuarum, vol. 4, Lyon, Antoine Gryphius, 1582.
- (LA) De iuris arte, methodo et praeceptis, Lyon, Antoine Gryphius, 1580.
- (LA) Praeludia, Lyon, Antoine Gryphius, 1583.
- (LA) Iuris uniuersi methodus parva, Lyon, Antoine Gryphius, 1582.
- Réponse au conseil donné par Charles du Moulin sur la dissuasion de la juridiction du concile de Trente en France, Lione, 1584.
- Syntaxes artis mirabilis, in libros septem digestae. Per quas de omni re proposita... disputari aut tractari, omniumque summaria cognitio haberi potest, Lione, Antoine Gryphe, 1575-1576, in tre parti, le prime due in un volo. 16mo   : I) Syntaxes artis mirabilis 8 e seguenti. + 190 p. II) Commentaria in prolegomena syntaxeon mirabilis artis 1, 304 p., III) Syntaxeon artis mirabilis, 8 e seguenti, 1055, 125 p. Ristampa: Commentaria in syntaxes artis mirabilis per quas de omnibus disputatur habeturque cognitio autore Petro Gregorio Tholosano impressum Lugduni per Antonium Grifium 1585 . Repr. a Colonia Lazarus Zetner 1610.
- (LA) Institutiones breves et novae rei beneficiaria ecclesiastica, Lyon, Jean Pillehotte, 1592.
  - Institutiones breves et novae rei beneficiariae ecclesisticae, 1602.[3]
- (LA) Partitiones iuris canonici, Lyon, Jean Pillehotte, 1594.
  - Petri Gregorii Tholosani J. U. doctoris ac professoris publici Opera omnia ad jus pontificium spectantia, ab ipso paulo ante mortem recognita duobus distincta voluminibus. Hoc priore. Partitiones totius juris canonici continentur in quinque libros digestae scholiis & annotationibus illustratae instar syntagmatis totius juris ecclesiastici. Altero. Commentaria & annotationes in Decretalium prooemium. Ad tit. de summa Trinitate & fide catholica. De constitutionibus. De rescriptis tractatus in duas sectiones distinctus. De electione in re beneficiaria clara ac lucida enarratio. Ad cap. conquerente, de officio & potestate judicis ordin. Rei beneficiariae ecclesiasticae institutiones. Ad tit. de sponsalibus & matrimoniis. De usuris libri tres. Una cum indicibus..., Ed. 1612[4]
- (LA) De republica, vol. 1, Lyon, Jean Baptiste Buysson, 1596.[5]. Repr. 1597. 
  - (LA) De republica, vol. 2, Lyon, Jean Baptiste Buysson, 1596.